# San Cristóbal de Raján (distrito)
O Distrito peruano de San Cristobal de Rajan é um dos onze distritos que formam a Província de Ocros, situada no Ancash, pertencente a Região Ancash, Peru.

## Transporte
O distrito de San Cristobal de Rajan não é servido pelo sistema de estradas terrestres do Peru.